# آندریا جرمیا
آندریا ماریا جرمیا (انگلیسی: Andrea Jeremiah؛ (زادهٔ ۲۱ دسامبر ۱۹۸۵)) بازیگر هندی، خواننده پلی بک، و یک موسیقی‌دان است که اغلب در فیلم‌های زبان تامیلی و زبان مالایالم کار می‌کند. او اولین بازی خود را در فیلم تامیل، طوطی سبز و رشته مروارید (۲۰۰۷) و در فیلم مالایالم، آنا و رسول (۲۰۱۳) انجام داد.

## فیلم‌شناسی
| سال  | نام فیلم                   | نقش                 | زبان     | نکات          | مرجع. |
| ---- | -------------------------- | ------------------- | -------- | ------------- | ----- |
| ۲۰۰۵ | از روزی که تو را آنجا دیدم | دختر در مراسم عروسی | تامیل    | سیاه لشکر     | [ ۲ ] |
| ۲۰۰۷ | طوطی سبز و رشته مروارید    | کالیانی ونکاتش      | تامیل    |               |       |
| ۲۰۱۰ | یک در هزار                 | لاوانیا چاندرامولی  | تامیل    |               |       |
| ۲۰۱۱ | بازی فریب                  | سبیته پریتویراج     | تامیل    |               |       |
| ۲۰۱۲ | یک سنگ، یک آینه            | عاشق راجینیموروگان  | تامیل    | بازیگر مهمان  |       |
| ۲۰۱۲ | ساگونی                     | آندرا               | تامیل    | بازیگر مهمان  |       |
| ۲۰۱۳ | آنا و رسول                 | آنا                 | مالایالم |               | [ ۳ ] |
| ۲۰۱۳ | ویشواروپام                 | آشمیتا سوبرامانیام  | تامیل    | فیلم دوزبانه  | [ ۴ ] |
| ۲۰۱۳ | ویشواروپ                   | آشمیتا سوبرامانیام  | هندی     | فیلم دوزبانه  | [ ۴ ] |
| ۲۰۱۳ | ترقه                       | ناندینی             | تلوگو    |               |       |
| ۲۰۱۳ | لبخند ابدی                 | سونیا               | تامیل    |               |       |
| ۲۰۱۴ | پل لندن                    | پاویترا             | مالایالم |               |       |
| ۲۰۱۴ | دعا                        |                     | تامیل    | حضور ویژه     |       |
| ۲۰۱۵ | شرور صادق                  | آرپانا              | تامیل    |               |       |
| ۲۰۱۵ | پسر طلایی                  |                     | تامیل    |               |       |
| ۲۰۱۸ | ویشواروپام ۲               | آشمیتا سوبرامانیام  | تامیل    | فیلم دو زبانه |       |
| ۲۰۱۸ | ویشواروپ ۲                 | آشمیتا سوبرامانیام  | هندی     | فیلم دو زبانه |       |
| ۲۰۱۸ | چنای شمالی                 | چاندرا              | تامیل    |               |       |
| ۲۰۲۱ | مستر                       | وانتی               | تامیل    |               |       |
| ۲۰۲۱ | قصر ۳                      | ایشواری (رانی)      | تامیل    |               | [ ۵ ] |